# Каменец (Владимирская область)
Каменец — деревня в Судогодском районе Владимирской области, входит в состав Головинского сельского поселения.

## География
Деревня расположена в 2 км на юг от центра поселения посёлка Головино и в 31 км на запад от райцентра города Судогда.

## История
В конце XIX — начале XX века деревня входила в состав Подольской волости Владимирского уезда и располагалась на просёлочном тракте из Владимира в Рязань. В 1859 году в деревне числилось 28 дворов, в 1905 году — 46 дворов, в 1926 году — 66 хозяйств и начальная школа.
С 1929 года деревня входила с состав Головинского сельсовета Владимирского района, с 1965 года — Судогодского района.

## Население
| 1859 | 1905 | 1926 |
| ---- | ---- | ---- |
| 158  | 260  | 299  |

| 1859 | 1905 | 1926 | 2002 | 2010 | 2021 |
| ---- | ---- | ---- | ---- | ---- | ---- |
| 158  | ↗260 | ↗299 | ↘54  | ↘46  | ↘37  |